# Карабурун-Сазан
Національний морський парк Карабурун-Сазан (алб. Parku Kombëtar Detar "Karaburun-Sazan") — національний парк на південному заході Албанії. Парк був створений в 2010 році постановою Ради міністрів, є єдиним туристичним об'єктом в Албанії з подібним статусом.

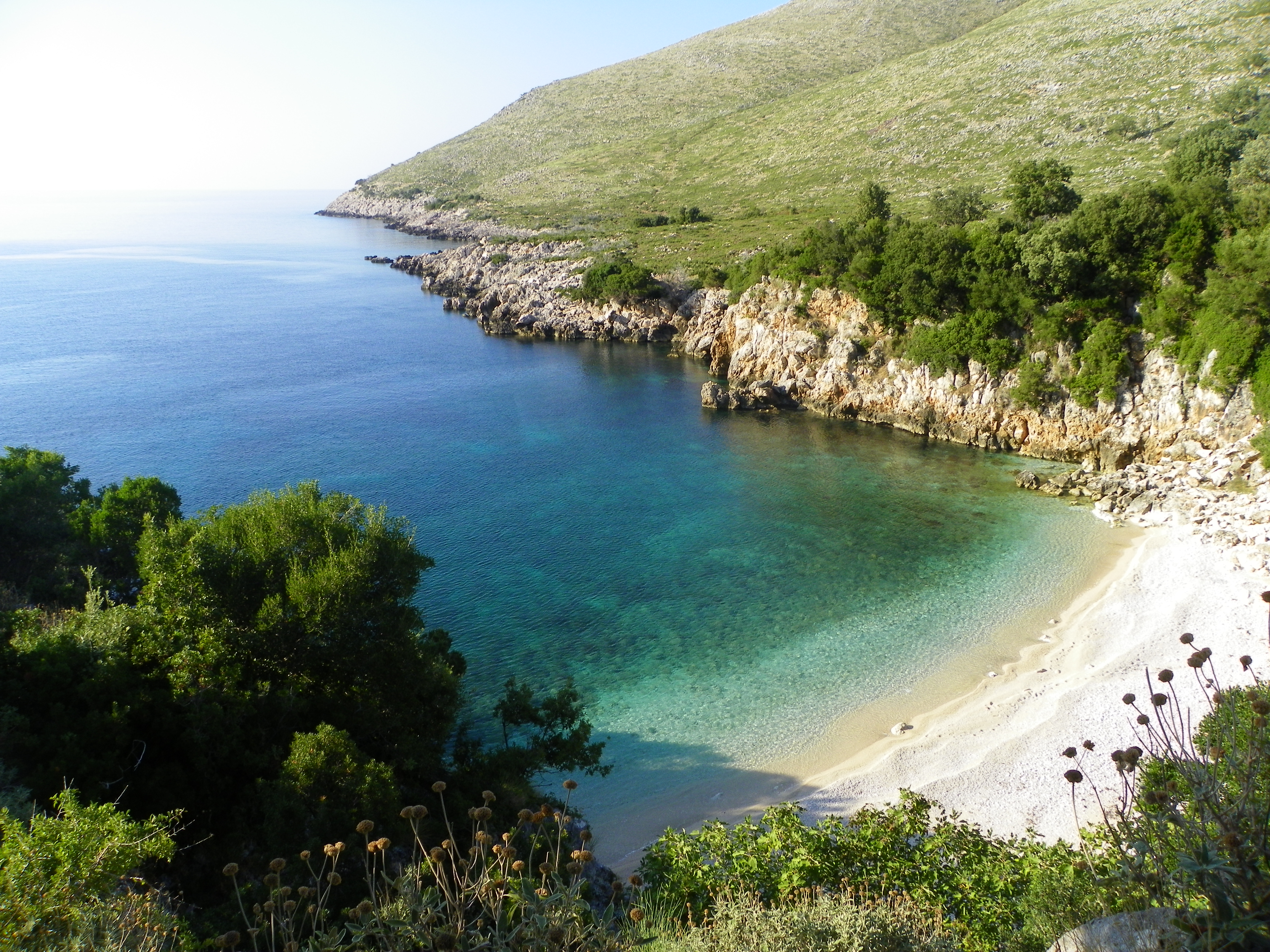
Ведмідь-Бей

Розташований поблизу курортного міста Вльора, цей національний морський парк має площу понад 12.5 тис. га і включає акваторію поблизу півострова Карабурун і острова Сазані. Він являє собою смугу шириною 1,852 км (1 морська миля) уздовж майже всього півострова Карабурун (крім його північно-східної частини) і таку ж смугу навколо острова Сазані. Води парку розташовуються в протоці Отранто і затоці Вльора.
На території парку є залишки затонулих кораблів часів Стародавньої Греції, Стародавнього Риму та Другої світової війни, багата підводна фауна, круті скелі та гігантські печери, старовинні написи моряків на березі, відокремлені пляжі та мальовничий вид на Адріатичне та Іонічне моря. Морський парк розташований поблизу військових баз.

## Географія
Парк Карабурун-Сазан розташований на східному березі протоки Отранто між широтами 40° і 26° пн.ш. та довготами 19° і 18° сх.д. в окрузі Вльора на південному заході Албанії і охоплює площу 125,7 км2. Територія Парку охоплює півострів Карабурун та острів Сазан. З точки зору геології півострів належить до Цераунських гір, які круто піднімаються уздовж узбережжя Іонічного моря. У напрямку перевалу Ллогара, гори поділяються на два гірські ланцюги. Схили Реза е Каналіт у південній частині півострова Карабурун відзначаються вузькою і крутою платформою, що простягається до долини Дукат поблизу Орікума. Гори близько 24 км завдовжки і близько 4-7 завширшки.. На заході гори на півострові круто спускаються в Іонічне море. Найвищими точками є Мая е Шенделют висотою 1499,5 м, Маджа Алі Хіла висотою 1318 м.
Парк перебуває у зоні середземноморського клімату із теплою дощовою зимою і сухим спекотним літом. Середньомісячна температура коливається в межах 8—10 °C (46—50 °F) (у січні) та 24—26 °C (75—79 °F) (у липні). Середня річна кількість опадів коливається від 1 000 міліметрів (39 дюймів) до 1 200 міліметрів (47 дюймів) в залежності від регіону.
Природна протока Мезоканалі відокремлює півострів від острова Сазан — найбільшого острова країни, завдовжки 4,8 км (3,0 миля) і завширшки 2,7 км (1,7 миля), площею поверхні 5,7 км2 (2,2 миля2). Він оточений Адріатичним морем на півночі та Іонічним морем на півдні.
Півострів формувався в сучасному вигляді протягом декількох геологічних епох з тектонічним злиттям палеозойських сланцевих утворень, мезозойських вапнякових та мармурових відкладень. В основному він складається з вуглекислого вапняку мезозойського періоду, тоді як північний захід складається з теригенних осадів. Південь в основному складається з пліоценових скельних утворень та різноманітних відкладів. Гірські породи, знайдені на заході острова Сазан, — це насамперед крейдяні породи. Східне узбережжя складається з вапнякових порід, що сформувались у бурдігальський вік.

## Флора і Фауна
Сприятливі геологічні, гідрологічні, а також кліматичні умови зумовили різноманітну флору і фауну цієї місцевості. У парку мешкає щонайменше 70 видів ссавців, 144 види птахів, 36 видів плазунів та 11 видів земноводних. Він також містить безліч безхребетних, представлених 167 видами.
Найбільш поширеними видами ссавців є золотий шакал, дика кішка, сарна, козуля, кабан, борсук і видра, червона білка, ліскулька та соснова полівка. Є 8 видів кажанів, яких можна зустріти лише на острові Сазан. Деякі з них, як і Нетопир білосмугий і лісової нетопир поширені більше, тоді як Середземноморський ушан, відносно рідкі.
Біорізноманіття місцевої океанічної фауни недостатньо вивчене. Вважається, що морські черепахи, тюлені та дельфіни мешкають в зоні парку, але невідомо наскільки вони численні. Морських черепах можна знайти вздовж незайманих пляжів парку, зокрема це довгоголова, зелена та шкіряста морська черепахи. У водах парку водяться такі дельфіни, як короткодзвоний звичайний дельфін, звичайний афаліна та кашалот, що перебуває під загрозою зникнення. Водиться також середземноморський тюлень-монах, який є одним із найбільш зникаючих ссавців у світі, він здебільшого шукає притулку в важкодоступних печерах та каньйонах парку.
Флора парку також різноманітна. Узбережжя вздовж Карабуруна та Сазану кам'янисті з вапняковими скелями вкриті середземноморським маквісом з домінуванням лентиска, дуба кермеса та фінікійського ялівцю. Західні узбережжя порізані печерами та каньйонами і характеризуються високими вертикальними скелями, на яких росте морським кримій, кермек, кущі каперсів Морська фауна включає такі рослини як посідонія океанічна, губки, кнідарії, мохуватки, молюски і багато іншиз видів.

## Пам'ятки
|        |
| Сазані |

|               |
| Затока Грамес |

|                  |
| Печера Хаджи Алі |

|                                   |
| Наскельні надписи у Затоці Грамес |

|                |
| Затока Брізані |